# Razjezd № 2 (obwód żetysuski)
Razjezd № 2 (kaz. Рзд № 2, ros. Разъезд № 2, Раз. № 2) – mijanka i przystanek kolejowy w rejonie Ałaköl, w obwodzie żetysuskim, w Kazachstanie. Położona jest na linii Aktogaj - Urumczi, na trasie Nowego Jedwabnego Szlaku.